# Tabriak jezik
Tabriak jezik (ISO 639-3: tzx; karawari), papuanski jezik ramu-donjosepičke porodice, kojim govori oko 2 080 ljudi (2003 SIL) u provinciji East Sepik u devet sela na donjem toku rijeke Karawari.
Zajedno s jezikom yimas [yee] čini karawari podskupinu, šira donjosepička skupina. Nije isto što i istoimeni karawari dijalkt jezika alamblak [amp]. U upotrebi je i tok pisin [tpi].

## Vanjske poveznice
- Ethnologue (14th)
- Ethnologue (15th)